# Pomada

Pomada Xoriguer

Pomada je typický menorský nápoj, který vzniká smícháním Gin Xoriguer (gin vyráběný v Mahónu na Menorce) a limonády. Pití pomady je silně spjato s oslavami Sant Joan (svatý Jan) a dalšími menorskými letními slavnostmi. Společně s koňmi je pomada druhým typickým znakem většiny menorských oslav.

## Historie
Během britské okupace v 18. století, obyvatelé Menorky převzali za vlastní gin, alkoholický nápoj, který přivezli okupanti z Anglie proto, aby ho mohli pít i nadále na ostrově.
Původ toho alkoholického nápoje je u námořníků britské armády, kteří byli velcí konzumenti Ginebry, a proto ji začali na Menorce produkovat.